# Giorgia Avenia
Giorgia Avenia (Reggio Emilia, 4 aprile 1994) è una pallavolista italiana, palleggiatrice del Pinerolo.

## Carriera

### Club
La carriera di Giorgia Avenia inizia nella stagione 2010-11 nelle file del Labico con il quale disputa un campionato di Serie B2 e, dopo la retrocessione, uno di Serie C. Per il campionato 2012-13 si trasferisce all'Orizzonte di Messina, in Serie B1, dove resta per tre annate; nella stagione 2015-16 passa a LeAli, nella stessa divisione.
Per il campionato 2016-17 viene ingaggiata dalla VolAlto Caserta, in Serie A2: gioca nella serie cadetta anche nella stagione 2017-18 con la Due Principati e in quella 2018-19 con il Marsala. Nell'annata 2019-20 è ancora in Serie A2, questa volta con il Cutrofiano, club nel quale milita per due stagioni.
Nella stagione 2021-22 esordisce in Serie A1, difendendo i colori del Roma Club, mentre nella stagione seguente ai accasa alla Wealth Planet Perugia. Per il campionato 2023-24 veste la maglia del Casalmaggiore, per poi firmare, nell'annata 2024-25, per il Pinerolo, sempre nella massima divisione italiana.